# Oberdorf, Basel-Landschaft
Oberdorf är en ort och kommun i distriktet Waldenburg i kantonen Basel-Landschaft, Schweiz. Kommunen har 2 540 invånare (2023).